# Giulio Cortese
Giulio Cortese (Modena, 1530 circa – Napoli, 1598) è stato un poeta e filosofo italiano.

## Biografia
Di famiglia aristocratica, nacque a Modena, ma visse e morì a Napoli (e "napoletano" è detto nel profilo biografico a lui dedicato dall'amico Paolo Regio, che pur chiarisce: "Tira il suo origine da Modena").
Fu uomo di vasta cultura, fine teologo e profondo esegeta biblico. Padroneggiava l'ebraico, il greco e il latino. Compì molti viaggi, durante i quali acquisì un'aggiornata conoscenza della cultura europea.
Membro in gioventù dell'Accademia dei Sereni fondata dal Muscettola, nel 1586 fondò, probabilmente insieme ad Ascanio Pignatelli, l'accademia napoletana degli Svegliati, che verrà chiusa nel 1593 in seguito a processi inquisitori per sospette attività sovversive. Giulio Cortese può essere annoverato fra i telesiani di Napoli, e il suo nome, insieme con quelli di Nicola Antonio Stigliola e Giovanni Paolo Vernaleone, ricorre in una deposizione rilasciata il 10 settembre 1599 da Tommaso Campanella all'atto dell'arresto per sedizione contro il Regno. Il Cortese avrebbe informato il Campanella di un imminente rivolgimento politico. Gli ottimi rapporti del Cortese con il Campanella sono attestati dalla sua presenza fra i protagonisti del campanelliano Dialogo politico contro luterani, calvinisti e altri eretici (1595).
Come ricorda Paolo Regio, amava coniare nuove voci italiane, "consonanti all'orecchie ed eleganti nel proferirle", sostenendo che le lingue "si devono arricchire, per supplire alla copia dei concetti" e professava un'autonomia stilistica improntata ad autenticità e naturalezza: "È nemico dell'imitazione degli altrui gesti, scritti e parole, essendo esso di opinione che qualsivoglia abbia il suo proprio stile naturale, che deve applicare e accomodare secondo la sua propria naturalità".

## Opere
Nel 1588 pubblicò un volume di Rime dall'intonazione petrarchista. Nel 1592 diede invece alle stampe Rime et prose del signor Giulio Cortese, detto l'Attonito, dell'Accademia degli Svegliati di Napoli (Napoli, Cacchi, 1592), che include un'avanzata serie di trattatelli su questioni di poetica (Dell'uso delle vocali, Delle figure, Avvertimenti nel poetare, Dell'imitazione e dell'invenzione, Regole per fuggire i vizî dell'elocuzione), già circolati autonomamente.
Scrisse saggi a tema teologico, morale e politico. Fra gli altri si possono citare Concetti cattolici ridotti in forma d'orazioni (1586), Dell'ingratitudine (1591), e Orazione di don Giulio Cortese, teologo, alle potenze italiane per lo soccorso della Lega germana contra il Turco (1594); in quest'ultimo si ipotizza una doppia articolazione dell'esperienza religiosa: da un lato una religione normativa, indirizzata al popolo e impartita dalla Chiesa con finalità di controllo e creazione di consenso agli Stati, dall'altra una religione speculativa, rivolta ai dotti e aperta a spunti neoplatonici e cabalistici, nonché elementi del sensismo telesiano e dello sperimentalismo magico dellaportiano.
Toni sfiduciati si avvertono nel trattato De Deo et mundo (1595), dominato dal ripudio della filosofia naturale telesiana, che aveva informato gran parte della sua opera. Gli ultimi anni, segnati da gravi infermità, videro il Cortese sostenere risolutamente il controriformismo cattolico e il regime spagnolo.
Al Cortese si devono anche Poetica e un Discorso fatto intorno alle forze del senso e dell'intelletto, entrambi non pervenutici, e due poemi inediti, Il Guiscardo e Il Ferabacco (incompiuto).